# Jessica Raine
Pour les articles homonymes, voir Raine.
Jessica Raine, de son vrai nom Jessica Lloyd, est une actrice britannique née en 1982. Elle est principalement connue pour son rôle de Jenny Lee dans la série Call the Midwife.

## Biographie
Jessica Raine est la benjamine de Sue, infirmière, et d'Allan Lloyd, fermier dans la Wye Valley, à la frontière de l'Angleterre et du Pays de Galles, et membre d'une troupe de théâtre locale. Enfant, elle est la plus timide des trois filles de la famille. Elle est tellement timide et renfermée que lors de son premier spectacle, où elle doit jouer le rôle d'un robot sans avoir à prononcer un seul mot, elle n'arrive pas à monter sur scène.
Elle est scolarisée à Kington (Herefordshire) et souhaite devenir actrice dès l'âge de 13 ans. En classes de première et de terminale, elle étudie le théâtre pour le General Certificate of Education, A-level (équivalent du baccalauréat) et la photographie pour un BTEC (équivalent d'un baccalauréat technologique).
Après avoir obtenu un diplôme d'études culturelles à l'Université de l'Ouest de l'Angleterre de Bristol, elle s'oriente vers le métier d'actrice, mais n'est acceptée par aucune école d'art dramatique. Elle décide donc de prendre une année sabbatique et part en Thaïlande, où elle enseigne l'anglais. À son retour, elle intègre la Royal Academy of Dramatic Art à Londres, dont elle sort diplômée en 2008, à l'âge de 26 ans.
Elle obtient son premier rôle comme fille de Lesley Sharp dans la pièce Harper Regan (en) de Simon Stephens au National Theatre. Elle décroche des rôles dans trois autres productions du National Theatre.
Elle obtient son premier rôle au cinéma en 2010 dans Robin des Bois de Ridley Scott. En 2012, elle apparait aux côtés de Daniel Radcliffe dans La Dame en noir.
En 2012, elle connaît son premier grand succès en jouant Jenny Lee, le rôle central de la série Call the Midwife de BBC One. Elle quitte la série en 2014 afin de s'installer à Los Angeles et de travailler à Hollywood.
En 2015, elle fait équipe avec David Walliams en jouant Tuppence Beresford dans la mini-série Partners in Crime.

## Vie personnelle
Jessica Raine a commencé une relation avec son collègue acteur Tom Goodman-Hill en 2010 après leur rencontre lors d'une apparition dans play. Goodman-Hill et Raine se sont mariés le 30 août 2015, deux semaines après leurs fiançailles. 
En 2019, elle a donné naissance à un fils.

## Filmographie

### Cinéma
- 2010 : Robin des Bois de Ridley Scott : Isabelle de Gloucester
- 2011 : Elsewhere, court-métrage de Fran Broadhurst et Mathy Tremewan : Cath
- 2012 : La Dame en noir de James Watkins : Nanny

### Télévision
- 2009 : Garrow's Law : Anne Porter (1 épisode)
- 2012-2014 : Call the Midwife : Jenny Lee (23 épisodes)
- 2013 : Doctor Who : Emma Grayling (épisode: Le Fantôme de Caliburn)
- 2013 : An Adventure in Space and Time, téléfilm de Terry McDonough : Verity Lambert
- 2014 : Line of Duty : DC Georgia Trotman (1 épisode)
- 2014 : Wolf Hall (mini-série) : Jane Boleyn (1 épisode)
- 2014-2015 : Fortitude : Jules Sutter
- 2015 : Partners in Crime (mini-série) : Tuppence Beresford
- 2016 : Jericho : Annie Quaintain
- 2018 : Patrick Melrose (mini-série) : Julia
- 2022 : The Devil's Hour : Lucy Chambers
- 2022 : Becoming Elizabeth : Catherine Parr

## Distinctions

### Nominations
- Critics' Choice Television Awards 2014 : Meilleure actrice dans un second rôle dans une mini-série ou un téléfilm pour An Adventure in Space and Time.